# Aljona Frolova
Aljona Frolova (17 juni 1996) is een Russisch skeletonster.

## Carrière
Frolova maakte haar wereldbekerdebuut in het seizoen 2020/21 waar ze in de eerste wereldbekerwedstrijd een 15e plaats behaalde een week later evenaarde ze die plaats. Op 11 december in Innsbruck werd ze 13e.

## Resultaten

### Wereldbeker
Eindklasseringen
| Seizoen   | Rang |
| --------- | ---- |
| 2020/2021 | 13e  |